# Virgílio Pereira (Politiker, 1978)

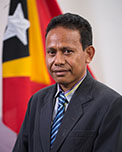
Virgílio Pereira

Virgílio Pereira (* 16. Juli 1978 in Baguia, Baucau, Osttimor) ist ein Politiker aus Osttimor. Er ist Mitglied der Partei Congresso Nacional da Reconstrução Timorense (CNRT).
Auf Listenplatz 20 des CNRT zog Pereira bei den Parlamentswahlen in Osttimor 2017 erfolgreich als Abgeordneter in das Nationalparlament Osttimors ein. Hier wurde er Mitglied in der Kommission für Öffentliche Finanzen (Kommission C). Bei den Parlamentswahlen 2018 verpasste Pereira den Einzug in das Parlament als Ersatzkandidat auf Listenplatz 79 der Aliança para Mudança e Progresso (AMP), der gemeinsamen Liste von CNRT, PLP und KHUNTO.
Bei den Parlamentswahlen 2023 erhielt Pereira Platz 23 auf der Liste des CNRT und wieder einen Sitz im Nationalparlament.